# Tom Cross
Tom Cross é um montador de cinema estadunidense. Venceu em 2014 o Oscar de melhor edição por seu trabalho no filme Whiplash.

## Filmografia
- The Space Between (2010)
- Whiplash (2014)
- The Driftless Area (2015)
- Joy (2015)
- La La Land (2016)
- The Greatest Showman (2017)
- Babylon (2022)